# 1921 aux échecs
| Années des échecs : 1918 - 1919 - 1920 - 1921 - 1922 - 1923 - 1924    |
| Décennies des échecs : 1890 - 1900 - 1910 - 1920 - 1930 - 1940 - 1950 |

Cet article présente les faits marquants de l'année 1921 aux échecs.

## Événements majeurs
- Le championnat du monde d'échecs 1921 voit s'affronter Emanuel Lasker et José Raúl Capablanca à La Havane du 18 mars au 28 avril 1921. Mené 5 points à 9 au bout de 14 parties (sur un match qui devait en compter 24), Lasker abandonne avant le terme.

## Championnats nationaux
- Argentine : Damian Reca remporte la première édition du championnat[1],[2].
- Autriche : Friedrich Sämisch remporte le premier championnat, non officiel[3].
- Belgique : Nicholas Borochowitz remporte la première édition du championnat[4].
- Canada : Pas de championnat[5].
- Écosse : William Gibson remporte le championnat[6].

- Royaume d'Espagne : Manuel Golmayo remporte la troisième édition du championnat [7]. Jusqu’en 1942, celui-ci ne sera organisé qu’occasionnellement.

- Pays-Bas : Max Euwe remporte le championnat [8]. Le championnat a lieu tous les deux ou trois ans.
- Royaume-Uni de Grande-Bretagne et d'Irlande : Frederick Yates remporte le championnat[9].

- Suisse : Pas de championnat [10].

## Divers
- Création de la Fédération française des échecs[11].

## Naissances
- Vassily Smyslov, champion du monde en 1957

## Nécrologie
- 16 janvier : Vittorio Torre
- 20 mai : Alexander Halprin (en)
- 13 juin : Jacques Schwarz (en)
- 8 novembre : Gyula Breyer